# Diocesi di Rodiapoli
La diocesi di Rodiapoli (in latino: Dioecesis Rhodiapolitana) è una sede soppressa del patriarcato di Costantinopoli e una sede titolare della Chiesa cattolica.

## Storia
Rodiapoli, identificabile con Eskihisar nell'odierna Turchia, è un'antica sede episcopale della provincia romana di Licia nella diocesi civile di Asia. Faceva parte del patriarcato di Costantinopoli ed era suffraganea dell'arcidiocesi di Mira.
La diocesi è documentata nelle Notitiae Episcopatuum del patriarcato di Costantinopoli fino al X secolo. Tuttavia è noto un solo vescovo di Rodiapoli, Nicola, che il 20 luglio 518 sottoscrisse la petizione inviata dal sinodo di Costantinopoli al patriarca Giovanni, perché rompesse i suoi legami con Severo di Antiochia e il partito monofisita e ristabilisse la fede calcedonese.
Dal XVII secolo Rodiapoli è annoverata tra le sedi vescovili titolari della Chiesa cattolica; la sede è vacante dal 15 novembre 1965. Il suo ultimo titolare è stato Jean-Louis-Antoine-Joseph Coudert, vescovo coadiutore del vicariato apostolico di Yukon-Prince Rupert in Canada.

## Cronotassi

### Vescovi greci
- Nicola † (menzionato nel 518)

### Vescovi titolari
- Louis de Thomassin † (14 dicembre 1671 - 17 aprile 1672 succeduto vescovo di Vence)
- Maximilian Heinrich von Weichs zu Rösberg † (1º ottobre 1703 - 20 settembre 1723 deceduto)
- Franz Kaspar von Franken-Siersdorf † (12 giugno 1724 - 6 febbraio 1770 deceduto)
- Joseph Vitus Burg † (28 gennaio 1828 - 29 settembre 1829 nominato vescovo di Magonza)
- Stanislao Vincenzo Tomba, B. † (17 dicembre 1832 - 1º febbraio 1836 nominato vescovo di Forlì)
- Andreas Räß † (14 dicembre 1840 - 27 agosto 1842 succeduto vescovo di Strasburgo)
- Tadeusz Łubieński † (25 gennaio 1844 - 4 maggio 1861 deceduto)
- Nicholas Conaty † (27 marzo 1863 - 11 aprile 1865 succeduto vescovo di Kilmore)
- Robert William Willson (Wilson) † (16 febbraio 1866 - 30 giugno 1866 deceduto)
- Paolo Tosi, O.F.M.Cap. † (3 marzo 1868 - 3 giugno 1901 deceduto)
- Vice Palunko † (16 giugno 1904 - 2 aprile 1921 deceduto)
- Joseph Casimir Plagens † (22 maggio 1924 - 13 novembre 1935 nominato vescovo di Sault Sainte Marie-Marquette)
- Jean-Louis-Antoine-Joseph Coudert, O.M.I. † (27 gennaio 1936 - 15 novembre 1965 deceduto)